# 稲田康
稲田 康（いなだ やすし、1949年 - ）は、京都府出身の日本の作曲家、指揮者。スーパー歌舞伎やアニーの楽曲指揮、ファミリーマートの入店音「大盛況」の作曲で知られる。

## 略歴
1949年京都府生まれ。京都市立芸術大学卒業。卒業後、ウィーン国立アカデミーに留学。
帰国後の1975年に日本音楽集団に入団。その関係でスーパー歌舞伎やオペレッタのオーケストラ指揮を担当。1978年頃、松下電工（現パナソニック）の嘱託として、チャイムやエレベーターなどの作動音の作曲を担当。その中の1つとして、「メロディーチャイムNO.1 ニ長調 作品17「大盛況」」が作曲される。1998年にオーケストラ アジアの指揮者に就任。

## 主な受賞歴
- 1995年、チェコクリスタル現代音楽優秀賞（プラハ国際テレビ祭にて）